# Kinango
Kinango är en ort i Kenya.   Den ligger i länet Kwale, i den södra delen av landet, 400 km sydost om huvudstaden Nairobi. Kinango ligger 206 meter över havet och antalet invånare är 8 070.
Terrängen runt Kinango är platt. Runt Kinango är det ganska tätbefolkat, med 139 invånare per kvadratkilometer. Kinango är det största samhället i trakten. Trakten runt Kinango består i huvudsak av gräsmarker.